# Nordreisa
Nordreisa este o comună din provincia Troms, Norvegia.